# Schuß durchs Fenster
Pour plus de détails, voir Fiche technique et Distribution.
Schuß durchs Fenster (en français Tir à travers la fenêtre) est un film autrichien réalisé par Siegfried Breuer sorti en 1950.

## Synopsis
L'inspecteur adjoint Jelinek est à nouveau frustré. Il vient de sortir d'un cinéma et a dû regarder les crimes passionnants que ses collègues (du cinéma américain) sont autorisés à résoudre alors qu'il doit se débattre avec les petites choses du quotidien. Le dernier cas appartient également à cette catégorie : Jelinek est appelé dans une usine chimique où le comptable constate qu'il manque 2 400 shillings à la caisse. Jelinek interroge une employée, Mlle Reisinger, qui partage un secret avec Winkler, le chimiste de laboratoire, on tire un coup de feu qui traverse la fenêtre et tue la personne interrogée. Jelinek appelle alors son supérieur à l'aide. Rittner, un inspecteur de police plutôt arrogant, apparaît et ordonne d'abord à Jelinek que ce dernier ne sera désormais plus chargé de l'enquête. Cependant, Jelinek sent sa grande opportunité et poursuit secrètement ses propres recherches dans l'usine chimique. Jelinek trouve l'arme du crime en évidence dans le laboratoire, qui est situé juste en face de la pièce dans laquelle Mlle Reisinger fut abattue. Il interroge aussitôt Winkler, au grand dam de Wittner, qui une fois de plus lui fait comprendre très clairement qu'il doit rester en dehors de cette affaire. Jelinek n'y pense pas du tout et suit une autre piste qui le mène à la discothèque Kakadu. Il y rencontre le chauffeur de l'entreprise Strinzel, qui a manifestement une liaison avec le chanteur de revue Grit Sorell.
Un peu plus tard, lors d'une conversation entre le chimiste Winkler et sa petite amie Maria Vogt, il ressort que le meurtre de Mlle Reisinger a peut-être eu lieu, parce que quelqu'un voulait avoir les protocoles de test secrets de Winkler. Winkler annonce qu'il retourne à l'usine et, par mesure de sécurité, emporte les documents chez lui. Un second meurtre survient la nuit suivante. Cette fois, la victime est l'une des deux secrétaires de nuit, la jeune femme, Mlle Swoboda, était brièvement entrée dans le bureau de Winkler. Elle a vu le coffre-fort brisé dans lequel les papiers importants de Winkler avaient apparemment été volés. L'agresseur était toujours dans la même pièce. Winkler, arrivé entre-temps à l'usine chimique, découvre le corps dans son laboratoire et alerte la police. Rittner fait alors arrêter Winkler. Pendant ce temps, dans le bureau du directeur de l'entreprise, un homme avoue qu'il a volé les 2 400 shillings. Il s'avère que le voleur était autrefois marié à la première victime du meurtre, Mlle Reisinger. Pendant ce temps, Jelinek retourne au Kakadu et rencontre à nouveau Strinzel, qui devient extrêmement nerveux à propos de la présence policière. De toute évidence, il est impliqué dans les crimes. Jelinek met la pression sur Strinzel. Strinzel reçoit un appel téléphonique mystérieux et confie à Jelinek de se méfier. Des escrocs suivent Jelinek dans une voiture, mais Jelinek parvient à distancer les gars sinistres avec une astuce. Jelinek retourne au Kakadu où est encore Strinzel. Lorsque Strinzel sort, Jelinek le suit et est pris en embuscade par les mêmes gangsters qui ont tué Strinzel et se battent maintenant avec Jelinek. Jelinek échappe aux scélérats.
Pendant ce temps, Rittner et un collègue interrogent Winkler, qui nie avec véhémence les meurtres des deux femmes. Rittner reçoit un appel de Jelinek, qui parle à l'inspecteur de sa piste brûlante. Ils vont à la maison des Kellermann, où toutes les pistes semblent se rejoindre. Maria Vogt, l'amie de Winkler, attend déjà là-bas que l'ingénieur lui fasse part de ses soupçons. Elle est maintenant piégée parce que Kellermann lui avoue les meurtres et ne cache pas le fait que Maria sera sa prochaine victime. La raison de ses actions sont les documents de Winkler, qui contiennent une invention ingénieuse. Jelinek intervient, éteint l'éclairage de la pièce et aide ainsi Maria à s'échapper. Alors que Kellermann prépare sa propre évasion, toutes les force de la police arrivent. Il y a un violent échange de tirs entre les hommes de Kellermann et la police. Kellermann tente de s'échapper, mais est maîtrisé par Jelinek. Le policier prend les papiers volés du coffre-fort de Winkler de son manteau de loden. Rittner doit admettre à Jelinek qu'il l'a sous-estimé. Il est immédiatement promu après sa recherche réussie de l'auteur. À la fin, Jelinek retourne dans la même salle de cinéma pour regarder un thriller policier américain appelé Le Serpent scintillant.

## Fiche technique
- Titre : Schuß durchs Fenster
- Réalisation : Siegfried Breuer assisté de Fred N. Gassner
- Scénario : Siegfried Breuer, Rolf Olsen
- Musique : Willy Schmidt-Gentner
- Direction artistique : Isabella Ploberger
- Photographie : Helmuth Ashley
- Son : Martin Krämer
- Montage : Karl Aulitzky
- Production : Herbert Sennewald (de)
- Société de production : Alpen Film
- Société de distribution : Favorit-Filmverleih
- Pays d'origine :  Autriche
- Langue : allemand
- Format : Noir et blanc - 1,37:1 - Mono - 35 mm
- Genre : Comédie policière
- Durée : 98 minutes
- Dates de sortie :
  - Allemagne : 17 janvier 1950.
  - Autriche : 3 mars 1950.

## Distribution
- Gunther Philipp : L'inspecteur Jelinek
- Siegfried Breuer : Le commissaire Rittner
- Curd Jürgens : Kurt Winkler, le chef du laboratoire
- Edith Mill : Maria Vogt, la fiancée de Winkler
- Hans Putz (de) : Strinzel, chauffeur
- Eva Leiter : Grit Sorell, chanteuse
- Fritz Eckhardt : l'ingénieur Kellermann
- Elvira Hofer : Une employée

## Production
Le tournage commence le 19 septembre 1949 et se termine environ deux mois plus tard dans le studio à Thalerhof, près de Graz. Dans le générique du début, les noms des techniciens et des acteurs sont peints sur le mur extérieur du studio et paraissent dans un long plan séquence.